# San Lorenzo Aroldo
San Lorenzo Aroldo è un centro abitato d'Italia, frazione del comune di Solarolo Rainerio.
Al censimento del 21 ottobre 2001 contava 151 abitanti.

## Geografia fisica
Il centro abitato è sito a 28 m sul livello del mare.

## Storia
Costituì un comune autonomo fino al 1867.